# Ботанічний сад Вільнюського університету
Ботанічний сад Вільнюського університету (лит. Vilniaus universiteto Botanikos sodas) — ботанічний сад у місті Вільнюс (Литва). Належить Вільнюському університету. 
Ботанічний сад є членом Міжнародної ради ботанічних садів з охорони рослин (BGCI) і має міжнародний ідентифікаційний код WI.

## Історія
Ботанічний сад був заснований професором Вільнюського університету Жаном Еммануелем Жілібером 1781 року. 1832 року, після придушення Польського повстання, Вільнюський університет і ботанічний сад були закриті. 
У 1919 році був створений ботанічний сад польського університету Стефана Баторія, але вже на новому місці, у Закреті (з 1945 року — Вінгіс). 1975 року територія саду була розширена, і з того часу більша частина саду знаходиться у мікрорайоні Кайренай (адреса: Вільнюс, вул. Кайрену, 43), який розташований в районі Антакальніс. У парку Вінгіс знаходиться відділ систематики та географії рослин ботанічного саду площею 7,35 га.

## Колекція
У колекції ботанічного саду 11 000 таксонов рослин, у тому числі:
- 2500 таксонів у відділі дендрології,
- 3000 таксонів у відділі систематики та географії рослин,
- 3200 таксонів у відділі квітникарства,
- 300 таксонів у відділі генетики рослин,
- 750 таксонів у відділі помології,
- 100 таксонів в лабораторії фізіології рослин.

## Галерея

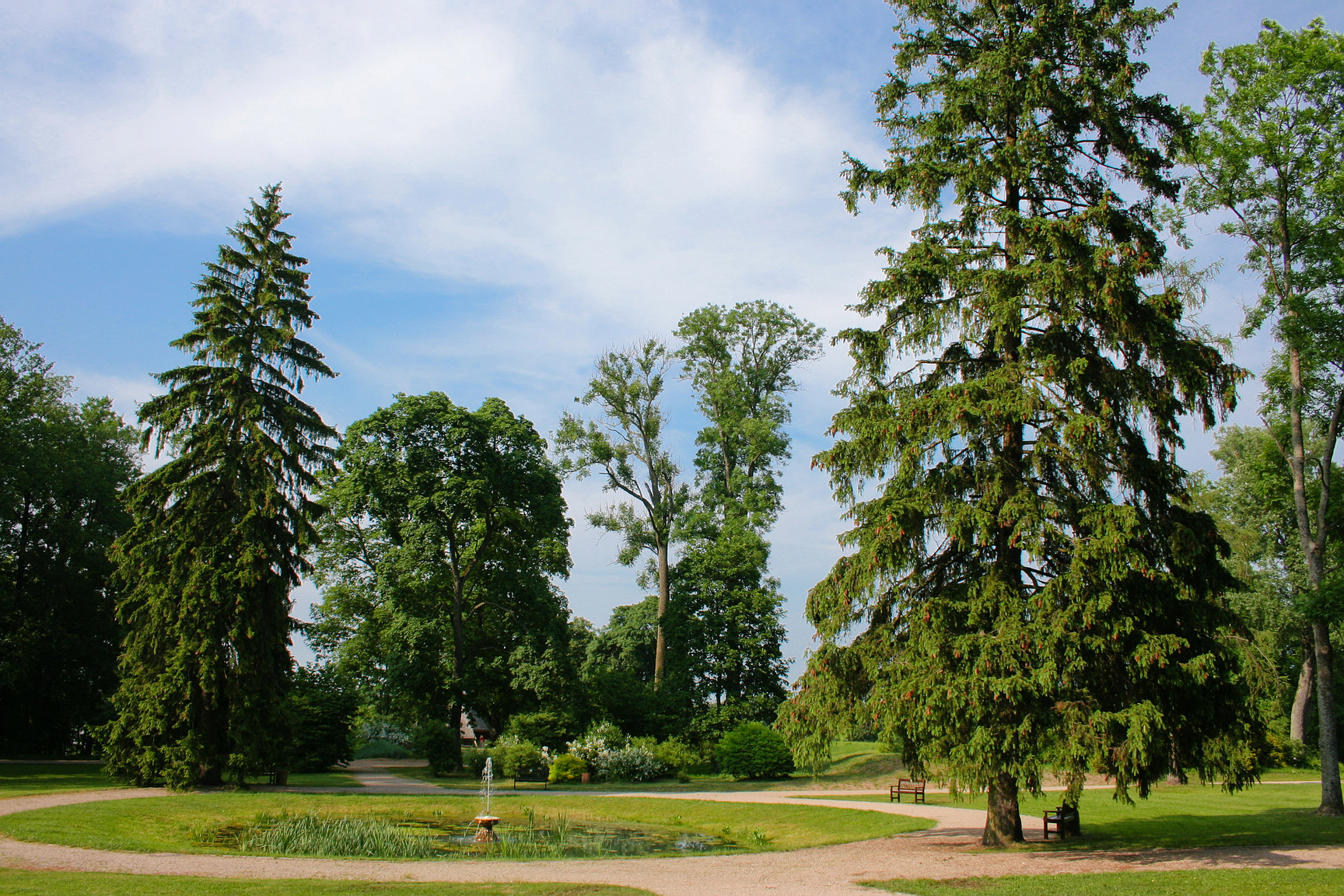
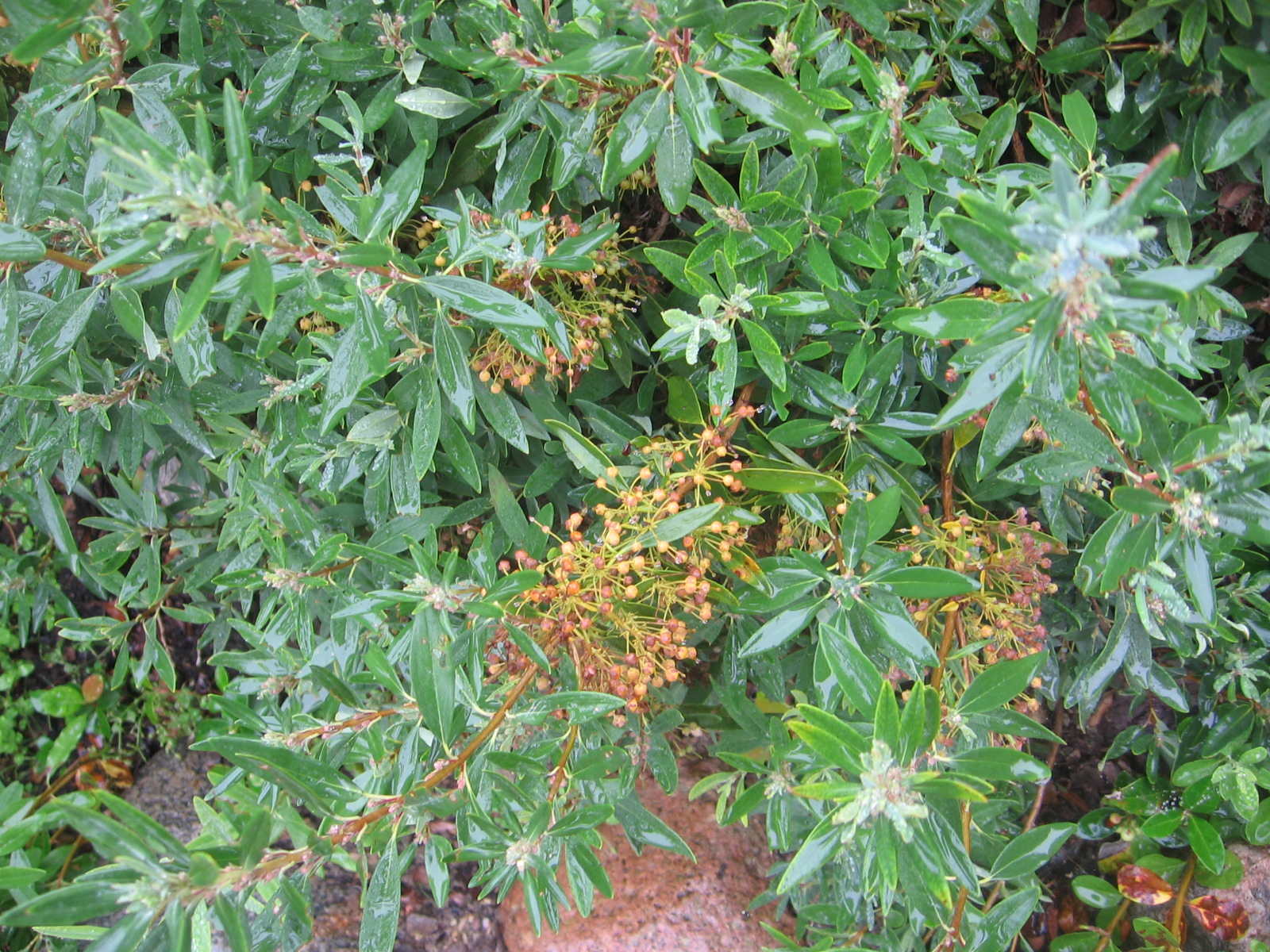
Kalmia angustifolia
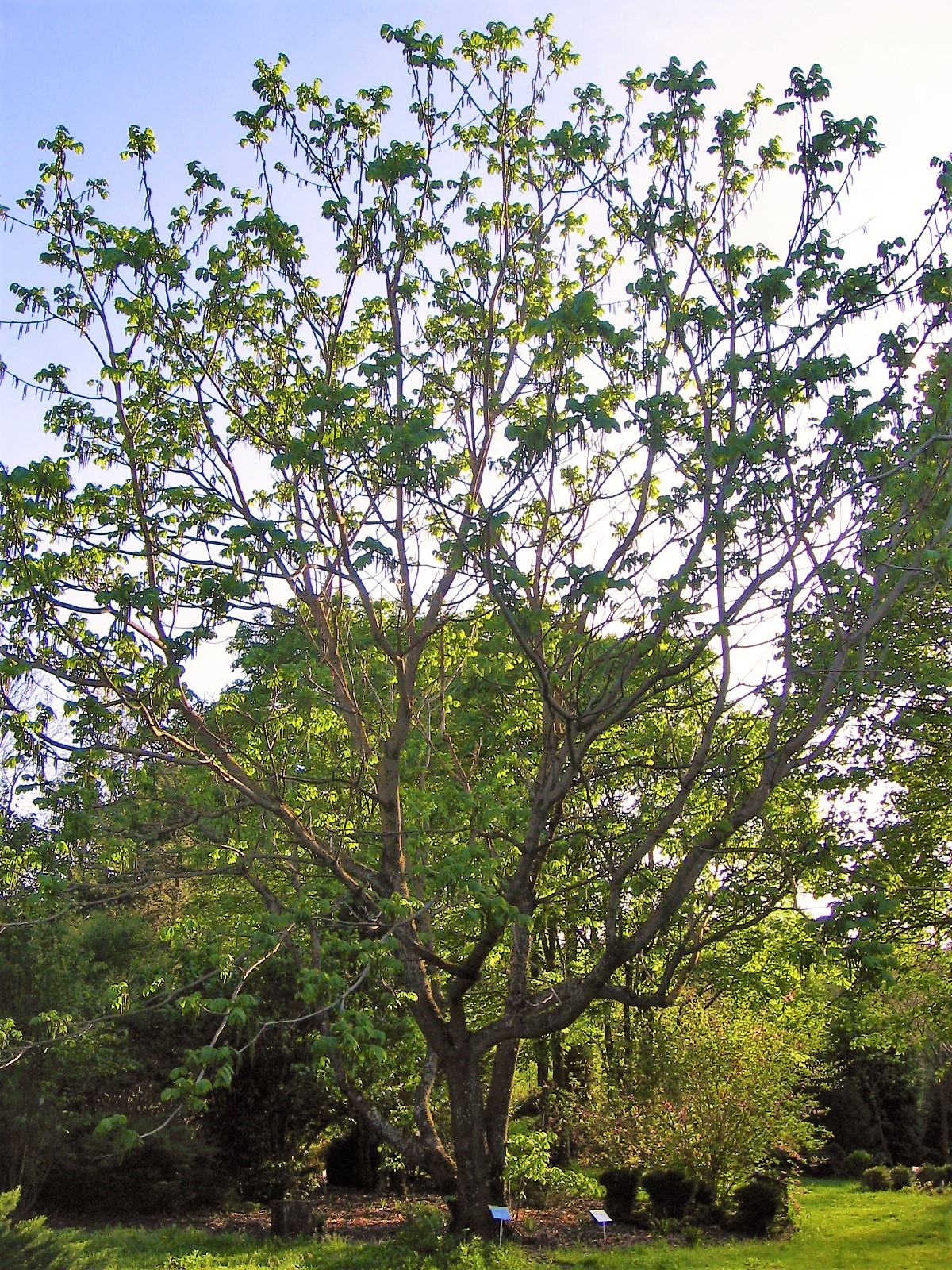
Juglans ailantifolia